# Lars Rohde
Lars Rohde (født 21. marts 1954) er en dansk økonom, som 2013-2023 var kgl. direktør for Danmarks Nationalbank. Han efterfulgte Nils Bernstein på denne post og blev selv efterfulgt af Christian Kettel Thomsen.
Rohde er uddannet cand.oecon. fra Aarhus Universitet, var 1981-82 økonom i Arbejdernes Landsbank og 1982-85 i Nationalbanken. Fra 1985 sad Rohde i ledende stillinger i Lægernes Pensionskasse, hvor han 1988-89 var administrerende direktør. Han kom så til Realkredit Danmark, hvor han havde forskellige ledende stillinger og fra 1997 til 1998 var viceadministrerende direktør. I 1998 blev han direktør for ATP.
1987-93 var Rohde ekstern lektor ved Handelshøjskolen i København, 1993-96 medlem af bestyrelsen for Københavns Fondsbørs, siden 1993 censor ved de erhvervsøkonomiske uddannelser, siden 2002 medlem af Fondsbørsens Komité vedr. God Selskabsledelse og siden 2008 medlem af Gigtforeningens repræsentantskab. I 2009 blev Lars Rohde medlem af Vækstforum, etableret af den daværende regering.